# Acido acrilico
L'acido acrilico o acido 2-propenoico (CH2=CHCOOH) è il più semplice acido carbossilico insaturo con un gruppo carbossilico ed un doppio legame carbonio-carbonio. Nella sua forma pura (acido acrilico glaciale) si presenta come un liquido limpido ed incolore, con un caratteristico odore acre e sgradevole.
È completamente miscibile con l'acqua ed è inoltre solubile negli alcoli, negli eteri e nel cloroformio. L'acido acrilico viene prodotto prevalentemente dal propilene, un gas ottenuto come sottoprodotto della lavorazione nelle raffinerie. Perché il propano è una materia prima significativamente più economica rispetto al propilene, l'ossidazione selettiva del propano dell'acido acrilico è oggetto di una ricerca intensa. La domanda di acido acrilico è aumentata costantemente da 3,2 milioni di tonnellate (2005) a ca. 5,57 milioni di tonnellate (2014).
L'acido acrilico è in grado di dare tutte le comuni reazioni tipiche per gli acidi carbossilici, pertanto, in presenza di un alcol, esso reagirà per produrre il corrispondente estere: gli esteri alchilici più comuni dell'acido acrilico sono il metil-, il butil-, l'etil- ed il 2-etilesil-acrilato.
Al fine di rendere più stabile la sostanza è consigliata l'aggiunta di idrochinone (200 mg per kg)
L'acido acrilico ed i suoi esteri (collettivamente noti come acrilati) sono in grado di reagire a livello del loro doppio legame molto rapidamente, sia l'uno con l'altro, sia con altri monomeri reattivi come ammidi, stirene, vinili, butadiene e acrilonitrili, portando alla formazione di omopolimeri o copolimeri. Tali polimeri vengono ampiamente utilizzati dall'industria chimica per la preparazione di varie plastiche, rivestimenti, adesivi, elastomeri, ma anche vernici.
In soluzioni concentrate provoca gravi irritazioni oculari, cutanee e respiratorie.